# Élections législatives de 1958 dans la Seine-Maritime
Les élections législatives françaises de 1958 se déroulent les 23 et 30 novembre 1958. Dans le département de la Seine-Maritime, dix députés sont à élire dans le cadre de dix circonscriptions.

## Élus
| Circonscription | Député élu         | Parti | Parti |
| --------------- | ------------------ | ----- | ----- |
| 1re             | Roger Dusseaulx    |       | UNR   |
| 2e              | Tony Larue         |       | SFIO  |
| 3e              | Jean-Marie Morisse |       | UNR   |
| 4e              | André Marie        |       | CR    |
| 5e              | André Bettencourt  |       | CNIP  |
| 6e              | Pierre Courant     |       | CNIP  |
| 7e              | René Cance         |       | PCF   |
| 8e              | Robert Grèverie    |       | CNIP  |
| 9e              | Louis Delaporte    |       | CNIP  |
| 10e             | Claude Heuillard   |       | CR    |

## Système électoral
Pour la première fois depuis 1936, les élections législatives ont lieu au scrutin uninominal majoritaire à deux tours dans des circonscriptions uninominales.
Est élu au premier tour le candidat qui réunit la majorité absolue des suffrages exprimés et un nombre de voix au moins égal au quart (25 %) des électeurs inscrits dans la circonscription. Si aucun des candidats ne satisfait ces conditions, un second tour est organisé entre les candidats ayant réuni un nombre de voix au moins égal à 5 % des suffrages exprimés. Au second tour, le candidat arrivé en tête est déclaré élu.
Le seuil de qualification, basé sur un pourcentage relativement faible des suffrages exprimés, tend à faciliter l'accès au second tour de plus de deux candidats. Les candidats en lice au second tour peuvent ainsi fréquemment être trois, un cas de figure appelé « triangulaire ». Lorsque quatre candidats s'affrontent au second tour, on parle de « quadrangulaire ».

## Résultats

### Résultats à l'échelle du département
| Parti          | Parti                                            | Premier tour | Premier tour | Second tour | Second tour | Sièges |
| Parti          | Parti                                            | Voix         | %            | Voix        | %           | Sièges |
| -------------- | ------------------------------------------------ | ------------ | ------------ | ----------- | ----------- | ------ |
|                | Centre national des indépendants et paysans      | 93 671       | 21,51        | 115 931     | 27,06       | 4      |
|                | Union pour la nouvelle République                | 48 031       | 11,03        | 71 051      | 16,59       | 2      |
|                | Modérés                                          | 9 331        | 2,14         | 5 368       | 1,25        | 0      |
|                | Divers droite (gaulliste)                        | 4 976        | 1,14         | Retrait     | Retrait     | 0      |
|                | Droite parlementaire                             | 156 009      | 35,83        | 192 350     | 44,90       | 6      |
|                |                                                  |              |              |             |             |        |
|                | Parti communiste français                        | 95 433       | 21,91        | 106 607     | 24,89       | 1      |
|                | Mouvement républicain populaire                  | 46 485       | 10,68        | 17 145      | 4,00        | 0      |
|                | Section française de l'Internationale ouvrière   | 47 751       | 10,97        | 53 238      | 12,43       | 1      |
|                | Parti républicain, radical et radical-socialiste | 32 629       | 7,49         | 28 127      | 6,57        | 0      |
|                | Centre républicain                               | 27 660       | 6,35         | 30 888      | 7,21        | 2      |
|                | Union des forces démocratiques                   | 18 106       | 4,16         | Retrait     | Retrait     | 0      |
|                | Union et fraternité française                    | 8 084        | 1,86         |             |             | 0      |
|                | Radicaux centristes                              | 2 715        | 0,62         | Retrait     | Retrait     | 0      |
|                | Divers                                           | 517          | 0,12         |             |             | 0      |
|                |                                                  |              |              |             |             |        |
| Inscrits       | Inscrits                                         | 584 512      | 100,00       | 584 555     | 100,00      | 10     |
| Abstentions    | Abstentions                                      | 133 452      | 22,83        | 145 023     | 24,81       |        |
| Votants        | Votants                                          | 451 060      | 77,17        | 439 532     | 75,19       |        |
| Blancs et nuls | Blancs et nuls                                   | 15 671       | 3,47         | 11 177      | 2,54        |        |
| Exprimés       | Exprimés                                         | 435 389      | 96,53        | 428 355     | 97,46       |        |

### Résultats par circonscription

#### Première circonscription (Rouen-Nord)
| Candidat                    | Candidat            | Parti          | Premier tour | Premier tour | Second tour | Second tour |  |
| Candidat                    | Candidat            | Parti          | Voix         | %            | Voix        | %           |  |
| --------------------------- | ------------------- | -------------- | ------------ | ------------ | ----------- | ----------- |  |
|                             | Bernard Tissot      | CNIP           | 9 088        | 20,34        | 10 525      | 23,86       |  |
|                             | Roger Dusseaulx élu | UNR            | 8 659        | 19,38        | 13 470      | 30,53       |  |
|                             | Jean Lecanuet       | MRP            | 8 182        | 18,32        | 9 862       | 22,35       |  |
|                             | Victor Blot         | PCF            | 7 937        | 17,77        | 10 262      | 23,26       |  |
|                             | Michel Cohou        | UFD            | 3 674        | 8,22         | Retrait     | Retrait     |  |
|                             | William Cornier     | SFIO           | 3 164        | 7,08         | Retrait     | Retrait     |  |
|                             | René Tamarelle      | UFF            | 2 182        | 4,88         |             |             |  |
|                             | René Guérin         | Radsoc         | 1 787        | 4            |             |             |  |
|                             |                     |                |              |              |             |             |  |
| Inscrits                    | Inscrits            | Inscrits       | 60 912       | 100,00       | 60 911      | 100,00      |  |
| Abstentions                 | Abstentions         | Abstentions    | 14 616       | 24           | 15 521      | 25,48       |  |
| Votants                     | Votants             | Votants        | 46 296       | 76           | 45 390      | 74,52       |  |
| Blancs et nuls              | Blancs et nuls      | Blancs et nuls | 1 623        | 3,51         | 1 271       | 2,8         |  |
| Exprimés                    | Exprimés            | Exprimés       | 44 673       | 96,49        | 44 119      | 97,2        |  |
| Source : Gallica et CEVIPOF |                     |                |              |              |             |             |  |

#### Deuxième circonscription (Elbeuf)
| Candidat                    | Candidat             | Parti          | Premier tour | Premier tour | Second tour | Second tour |  |
| Candidat                    | Candidat             | Parti          | Voix         | %            | Voix        | %           |  |
| --------------------------- | -------------------- | -------------- | ------------ | ------------ | ----------- | ----------- |  |
|                             | Fernand Legagneux    | PCF            | 12 770       | 28,61        | 14 448      | 33,53       |  |
|                             | Tony Larue élu       | SFIO           | 10 861       | 24,33        | 26 850      | 62,32       |  |
|                             | Marcel-Pierre Prével | CR             | 9 149        | 20,49        | Retrait     | Retrait     |  |
|                             | Maxime Magniaux      | MRP            | 6 622        | 14,83        | Retrait     | Retrait     |  |
|                             | Gérard Lacombe       | UNR            | 2 323        | 5,2          | 1 786       | 4,15        |  |
|                             | Jean Schneider       | UFD            | 1 942        | 4,35         |             |             |  |
|                             | Madeleine Deshaies   | UFF            | 974          | 2,18         |             |             |  |
|                             |                      |                |              |              |             |             |  |
| Inscrits                    | Inscrits             | Inscrits       | 59 981       | 100,00       | 59 964      | 100,00      |  |
| Abstentions                 | Abstentions          | Abstentions    | 14 014       | 23,36        | 15 461      | 25,78       |  |
| Votants                     | Votants              | Votants        | 45 967       | 76,64        | 44 503      | 74,22       |  |
| Blancs et nuls              | Blancs et nuls       | Blancs et nuls | 1 326        | 2,88         | 1 419       | 3,19        |  |
| Exprimés                    | Exprimés             | Exprimés       | 44 641       | 97,12        | 43 084      | 96,81       |  |
| Source : Gallica et CEVIPOF |                      |                |              |              |             |             |  |

#### Troisième circonscription (Rouen-Sud)
| Candidat                    | Candidat               | Parti          | Premier tour | Premier tour | Second tour | Second tour |  |
| Candidat                    | Candidat               | Parti          | Voix         | %            | Voix        | %           |  |
| --------------------------- | ---------------------- | -------------- | ------------ | ------------ | ----------- | ----------- |  |
|                             | Roland Leroy           | PCF            | 12 590       | 27           | 15 427      | 33,51       |  |
|                             | Jean-Marie Morisse élu | UNR            | 12 421       | 26,63        | 23 218      | 50,43       |  |
|                             | Georges Brutelle       | SFIO           | 6 593        | 14,14        | 7 392       | 16,06       |  |
|                             | Roland Tafforeau       | UFD            | 6 547        | 14,04        | Retrait     | Retrait     |  |
|                             | Philippe Morice        | CNIP           | 5 216        | 11,18        | Retrait     | Retrait     |  |
|                             | Marcel Huret           | MRP            | 3 271        | 7,01         | Retrait     | Retrait     |  |
|                             |                        |                |              |              |             |             |  |
| Inscrits                    | Inscrits               | Inscrits       | 62 115       | 100,00       | 62 118      | 100,00      |  |
| Abstentions                 | Abstentions            | Abstentions    | 13 900       | 22,38        | 14 987      | 24,13       |  |
| Votants                     | Votants                | Votants        | 48 215       | 77,62        | 47 131      | 75,87       |  |
| Blancs et nuls              | Blancs et nuls         | Blancs et nuls | 1 577        | 3,27         | 1 094       | 2,32        |  |
| Exprimés                    | Exprimés               | Exprimés       | 46 638       | 96,73        | 46 037      | 97,68       |  |
| Source : Gallica et CEVIPOF |                        |                |              |              |             |             |  |

#### Quatrième circonscription (Pavilly)
| Candidat         | Candidat           | Parti          | Premier tour | Premier tour | Second tour | Second tour |  |
| Candidat         | Candidat           | Parti          | Voix         | %            | Voix        | %           |  |
| ---------------- | ------------------ | -------------- | ------------ | ------------ | ----------- | ----------- |  |
|                  | André Marie élu    | CR             | 9 312        | 22,41        | 15 028      | 35,88       |  |
|                  | Paul Vauquelin     | Radsoc         | 9 123        | 21,95        | 13 097      | 31,27       |  |
|                  | Germaine Pican     | PCF            | 7 815        | 18,81        | 8 433       | 20,13       |  |
|                  | Alain Brajeux      | MRP            | 4 872        | 11,72        | Retrait     | Retrait     |  |
|                  | Raymond Bretéché   | SFIO           | 4 089        | 9,84         | Retrait     | Retrait     |  |
|                  | Roger Duboc        | UNR            | 3 378        | 8,13         | 5 331       | 12,73       |  |
|                  | Constant Lecœur    | UFD            | 1 452        | 3,49         |             |             |  |
|                  | Marcel Laurent     | UFF            | 996          | 2,4          |             |             |  |
|                  | Raymond Depriester | Divers         | 517          | 1,24         |             |             |  |
|                  |                    |                |              |              |             |             |  |
| Inscrits         | Inscrits           | Inscrits       | 54 851       | 100,00       | 54 949      | 100,00      |  |
| Abstentions      | Abstentions        | Abstentions    | 11 669       | 21,27        | 12 073      | 21,97       |  |
| Votants          | Votants            | Votants        | 43 182       | 78,73        | 42 876      | 78,03       |  |
| Blancs et nuls   | Blancs et nuls     | Blancs et nuls | 1 628        | 3,77         | 987         | 2,3         |  |
| Exprimés         | Exprimés           | Exprimés       | 41 554       | 96,23        | 41 889      | 97,7        |  |
| Source : CEVIPOF |                    |                |              |              |             |             |  |

#### Cinquième circonscription (Fécamp)
| Candidat                    | Candidat              | Parti                     | Premier tour | Premier tour | Second tour | Second tour |  |
| Candidat                    | Candidat              | Parti                     | Voix         | %            | Voix        | %           |  |
| --------------------------- | --------------------- | ------------------------- | ------------ | ------------ | ----------- | ----------- |  |
|                             | André Bettencourt élu | CNIP                      | 18 166       | 39,19        | 20 414      | 46,1        |  |
|                             | Richard Pranzo        | Radsoc                    | 12 385       | 26,72        | 10 484      | 23,67       |  |
|                             | Albert Duquenoy       | PCF                       | 7 858        | 16,95        | 8 019       | 18,11       |  |
|                             | Roger Palmiéri        | Modérés                   | 3 891        | 8,39         | 5 368       | 12,12       |  |
|                             | Jules Jouin           | Divers droite (Gaulliste) | 2 599        | 5,61         | Retrait     | Retrait     |  |
|                             | Jean Delaunay         | UFF                       | 1 456        | 3,14         |             |             |  |
|                             |                       |                           |              |              |             |             |  |
| Inscrits                    | Inscrits              | Inscrits                  | 62 756       | 100,00       | 62 752      | 100,00      |  |
| Abstentions                 | Abstentions           | Abstentions               | 14 340       | 22,85        | 17 276      | 27,53       |  |
| Votants                     | Votants               | Votants                   | 48 416       | 77,15        | 45 476      | 72,47       |  |
| Blancs et nuls              | Blancs et nuls        | Blancs et nuls            | 2 061        | 4,26         | 1 191       | 2,62        |  |
| Exprimés                    | Exprimés              | Exprimés                  | 46 355       | 95,74        | 44 285      | 97,38       |  |
| Source : Gallica et CEVIPOF |                       |                           |              |              |             |             |  |

#### Sixième circonscription (Le Havre-Ouest)
| Candidat                    | Candidat           | Parti          | Premier tour | Premier tour | Second tour | Second tour |  |
| Candidat                    | Candidat           | Parti          | Voix         | %            | Voix        | %           |  |
| --------------------------- | ------------------ | -------------- | ------------ | ------------ | ----------- | ----------- |  |
|                             | Pierre Courant élu | CNIP           | 24 338       | 45,12        | 33 082      | 64,36       |  |
|                             | Louis Eudier       | PCF            | 11 519       | 21,35        | 12 412      | 24,15       |  |
|                             | Jean Chenel        | MRP            | 9 622        | 17,84        | 14          | 0,03        |  |
|                             | Robert Monguillon  | SFIO           | 3 518        | 6,52         | 5 896       | 11,47       |  |
|                             | Jean Binot         | UFD            | 2 587        | 4,8          |             |             |  |
|                             | René Charrière     | Radsoc         | 2 360        | 4,37         |             |             |  |
|                             |                    |                |              |              |             |             |  |
| Inscrits                    | Inscrits           | Inscrits       | 71 258       | 100,00       | 71 247      | 100,00      |  |
| Abstentions                 | Abstentions        | Abstentions    | 15 862       | 22,26        | 18 481      | 25,94       |  |
| Votants                     | Votants            | Votants        | 55 396       | 77,74        | 52 766      | 74,06       |  |
| Blancs et nuls              | Blancs et nuls     | Blancs et nuls | 1 452        | 2,62         | 1 362       | 2,58        |  |
| Exprimés                    | Exprimés           | Exprimés       | 53 944       | 97,38        | 51 404      | 97,42       |  |
| Source : Gallica et CEVIPOF |                    |                |              |              |             |             |  |

#### Septième circonscription (Le Havre-Est)
| Candidat                    | Candidat           | Parti                     | Premier tour | Premier tour | Second tour | Second tour |  |
| Candidat                    | Candidat           | Parti                     | Voix         | %            | Voix        | %           |  |
| --------------------------- | ------------------ | ------------------------- | ------------ | ------------ | ----------- | ----------- |  |
|                             | René Cance élu     | PCF                       | 19 149       | 44,42        | 21 053      | 47,58       |  |
|                             | Bernard Dairaine   | UNR                       | 11 331       | 26,28        | 19 519      | 44,11       |  |
|                             | Didier Rémon       | MRP                       | 4 254        | 9,87         | Retrait     | Retrait     |  |
|                             | Lucien Osmont      | SFIO                      | 4 096        | 9,50         | 3 675       | 8,31        |  |
|                             | Raymond Réjaud     | Divers droite (Gaulliste) | 2 377        | 5,51         | Retrait     | Retrait     |  |
|                             | Jean-Claude Bouyer | UFD                       | 1 904        | 4,42         |             |             |  |
|                             |                    |                           |              |              |             |             |  |
| Inscrits                    | Inscrits           | Inscrits                  | 57 605       | 100,00       | 57 603      | 100,00      |  |
| Abstentions                 | Abstentions        | Abstentions               | 13 168       | 22,86        | 12 438      | 21,59       |  |
| Votants                     | Votants            | Votants                   | 44 437       | 77,14        | 45 165      | 78,41       |  |
| Blancs et nuls              | Blancs et nuls     | Blancs et nuls            | 1 326        | 2,98         | 918         | 2,03        |  |
| Exprimés                    | Exprimés           | Exprimés                  | 43 111       | 97,02        | 44 247      | 97,97       |  |
| Source : Gallica et CEVIPOF |                    |                           |              |              |             |             |  |

#### Huitième circonscription (Yvetot)
| Candidat                    | Candidat            | Parti          | Premier tour | Premier tour | Second tour | Second tour |  |
| Candidat                    | Candidat            | Parti          | Voix         | %            | Voix        | %           |  |
| --------------------------- | ------------------- | -------------- | ------------ | ------------ | ----------- | ----------- |  |
|                             | Robert Grèverie élu | CNIP           | 9 395        | 24,59        | 14 119      | 36,23       |  |
|                             | Gaston Delacroix    | MRP            | 6 402        | 16,75        | 7 266       | 18,60       |  |
|                             | Jean Cortier        | Modérés        | 5 440        | 14,24        | Retrait     | Retrait     |  |
|                             | Roger Fossé         | UNR            | 5 427        | 14,20        | 7 727       | 19,81       |  |
|                             | Jean Malivoir       | Radsoc         | 5 106        | 13,36        | 4 546       | 11,65       |  |
|                             | Jacques Eberhard    | PCF            | 5 088        | 13,31        | 5 340       | 13,69       |  |
|                             | Roger Léger         | UFF            | 1 362        | 3,56         |             |             |  |
|                             |                     |                |              |              |             |             |  |
| Inscrits                    | Inscrits            | Inscrits       | 52 734       | 100,00       | 52 734      | 100,00      |  |
| Abstentions                 | Abstentions         | Abstentions    | 12 521       | 23,74        | 12 767      | 24,21       |  |
| Votants                     | Votants             | Votants        | 40 213       | 76,26        | 39 967      | 75,79       |  |
| Blancs et nuls              | Blancs et nuls      | Blancs et nuls | 1 993        | 4,96         | 969         | 2,42        |  |
| Exprimés                    | Exprimés            | Exprimés       | 38 220       | 95,04        | 38 998      | 97,58       |  |
| Source : Gallica et CEVIPOF |                     |                |              |              |             |             |  |

#### Neuvième circonscription (Dieppe)
| Candidat                    | Candidat            | Parti          | Premier tour | Premier tour | Second tour | Second tour |  |
| Candidat                    | Candidat            | Parti          | Voix         | %            | Voix        | %           |  |
| --------------------------- | ------------------- | -------------- | ------------ | ------------ | ----------- | ----------- |  |
|                             | Louis Delaporte élu | CNIP           | 18 031       | 44,5         | 22 109      | 56,56       |  |
|                             | Louis Boisson       | SFIO           | 9 534        | 23,53        | 9 425       | 24,11       |  |
|                             | Léon Rogé           | PCF            | 7 830        | 19,32        | 7 555       | 19,33       |  |
|                             | Henri Lagrange      | MRP            | 3 260        | 8,04         | 3           | 0,01        |  |
|                             | Léonce Grau         | Radsoc         | 1 868        | 4,61         |             |             |  |
|                             |                     |                |              |              |             |             |  |
| Inscrits                    | Inscrits            | Inscrits       | 53 448       | 100,00       | 53 429      | 100,00      |  |
| Abstentions                 | Abstentions         | Abstentions    | 11 641       | 21,78        | 13 527      | 25,32       |  |
| Votants                     | Votants             | Votants        | 41 807       | 78,22        | 39 902      | 74,68       |  |
| Blancs et nuls              | Blancs et nuls      | Blancs et nuls | 1 284        | 3,07         | 810         | 2,03        |  |
| Exprimés                    | Exprimés            | Exprimés       | 40 523       | 96,93        | 39 092      | 97,97       |  |
| Source : Gallica et CEVIPOF |                     |                |              |              |             |             |  |

#### Dixième circonscription (Gournay-en-Bray)
| Candidat                    | Candidat             | Parti          | Premier tour | Premier tour | Second tour | Second tour |  |
| Candidat                    | Candidat             | Parti          | Voix         | %            | Voix        | %           |  |
| --------------------------- | -------------------- | -------------- | ------------ | ------------ | ----------- | ----------- |  |
|                             | Fernand Langlois     | CNIP           | 9 437        | 26,41        | 15 682      | 44,55       |  |
|                             | Claude Heuillard élu | CR             | 9 199        | 25,75        | 15 860      | 45,06       |  |
|                             | Roger Thiébault      | SFIO           | 5 896        | 16,5         | Retrait     | Retrait     |  |
|                             | Georges Delatre      | UNR            | 4 492        | 12,57        | Retrait     | Retrait     |  |
|                             | Hilaire Perdon       | PCF            | 2 877        | 8,05         | 3 658       | 10,39       |  |
|                             | Henri Paumelle       | Radcent        | 2 715        | 7,6          | Retrait     | Retrait     |  |
|                             | Paul Parmentier      | UFF            | 1 114        | 3,12         |             |             |  |
|                             |                      |                |              |              |             |             |  |
| Inscrits                    | Inscrits             | Inscrits       | 48 852       | 100,00       | 48 850      | 100,00      |  |
| Abstentions                 | Abstentions          | Abstentions    | 11 721       | 23,99        | 12 494      | 25,58       |  |
| Votants                     | Votants              | Votants        | 37 131       | 76,01        | 36 356      | 74,42       |  |
| Blancs et nuls              | Blancs et nuls       | Blancs et nuls | 1 401        | 3,77         | 1 156       | 3,18        |  |
| Exprimés                    | Exprimés             | Exprimés       | 35 730       | 96,23        | 35 200      | 96,82       |  |
| Source : Gallica et CEVIPOF |                      |                |              |              |             |             |  |